# Ета (вегетација)
Ета (порт. Eta) је тип шумске вегетације у сливу реке Амазон који је заступљен на развођима и вишим површинама, ван домашаја воде и поплава. Овај тип вегетације је најразноврснији и најбогатији у Амазонији. Развијен је на црвено-жутом одопзољеном тлу. Ове шуме карактерише чак 10 до 12 висинских спратова. Горње спратове настањују палме, затим бертолетије, сеиба, ловорово дрво, мимозе, мирте, између којих се простируз бројне лијане, орхидеје и друге епифите. Већина ових врста се користи у дрвној индустрији, медицини и прехрани. Доње спратове настањују папрати и бромелије које достижу неколико метара у висину, као и кининово дрво и многе друге врсте.